# Jacinto Freire de Andrade
Pour les articles homonymes, voir Freire et Andrada.
Jacinto Freire de Andrada (Beja, 1597-Lisbonne 13 mai 1657) : religieux et écrivain portugais du XVIIe siècle.

## Biographie

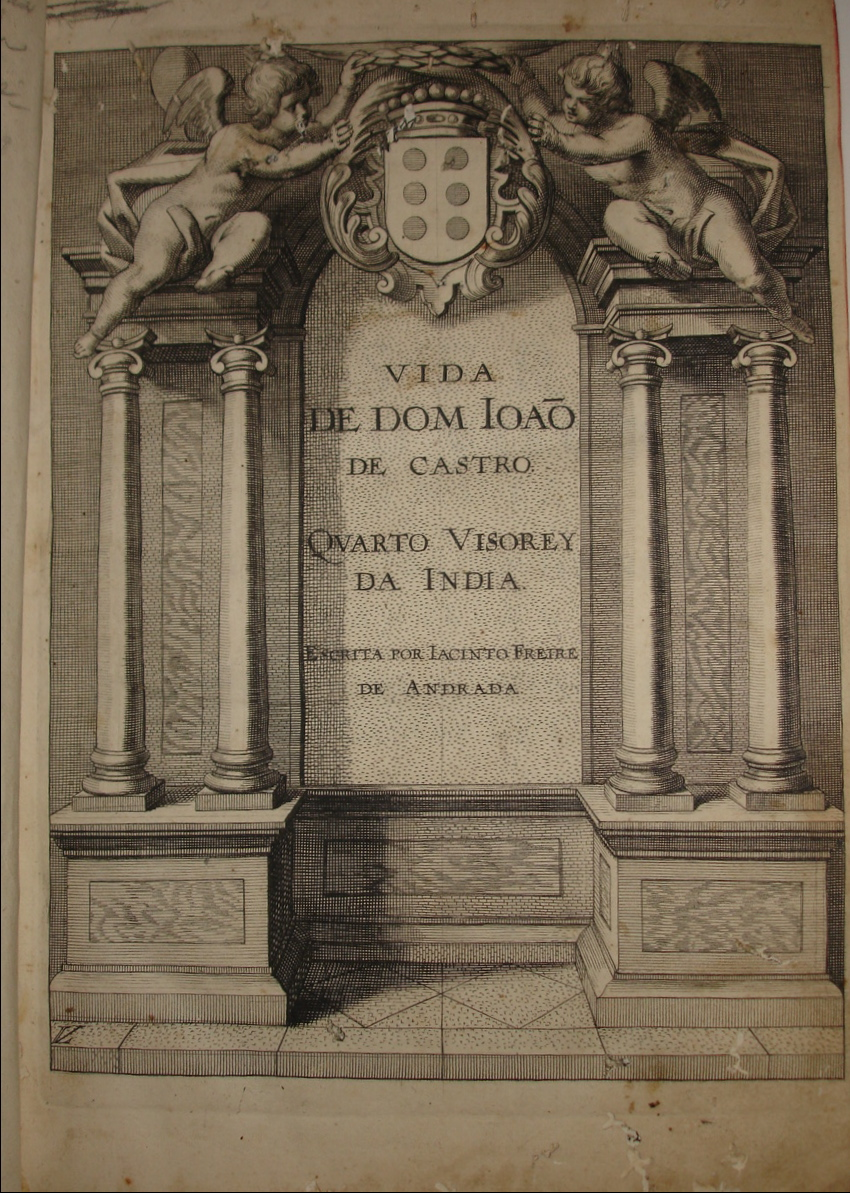
1re édition de la Vie de D. João de Castro, Lisbonne, 1651

Bachelier en droit canon de l'Université de Coimbra, et Abbé de Sainte-Marie-des-Champs, dans l'évêché de Viseu, Jacinto Freire de Andrada rejeta l'évêché lui-même, que voulait lui octroyer le roi D. João IV (Jean IV de Portugal), disant « qu'il ne voulait pas jouir d'une dignité de lait, puisqu'elle ne pouvait être de chair. » Il faisait ainsi allusion au refus du pape de confirmer les évêques présentés par ce monarque depuis son élévation au trône du Portugal.
Il est l'auteur d'une Vie de Dom João de Castro, vice-roi des Indes. C'est sur les instances répétées de l'évêque D. Francisco de Castro, petit-fils du héros, que Jacinto se décida à écrire ce livre, édité pour la première fois en 1651, et très populaire au Portugal, notamment par sa description épique du siège de Diu, dans l'Inde portugaise.  Ce livre est réputé être un des mieux écrits en langue portugaise, et concourut beaucoup, selon certains, « au rétablissement de la pureté, de la gravité et de l'élégance du bon langage ancien, qui se trouvait corrompu dans les écrits des auteurs contemporains » (Pedro José da Fonseca).
Auteur aussi, des Fables de Narcisse - de Poliphème et de Galathée, de sonnets, et de chansons, inspirées par l'école italienne bien plus que par le « gongorisme » en faveur à l'époque, et dont il se moque parfois.